# 第14回全国障害者スポーツ大会
第14回全国障害者スポーツ大会（だい14かいぜんこくしょうがいしゃスポーツたいかい）は、2014年（平成26年）に長崎県で行われた。愛称は「長崎がんばらんば大会」。マスコットキャラクターは国民体育大会と共通でがんばくんとらんばちゃん。前年まで厚生労働省が主催していた本大会だが、今大会から文部科学省が主催者となった。

## 概要
スローガン
「君の夢　はばたけ今　ながさきから」
基本方針
- 「交流」みんな！ひとつになろう！
- 「感動」みんな！輝こう！
- 「挑戦」みんな！はばたこう！

## 実施競技・会場
太字は正式競技、それ以外はオープン競技。

### 県南
長崎市
- 水泳（身体・知的）- 長崎市民総合プール
- フライングディスク（身体・知的）- 長崎市総合運動公園かきどまり陸上競技場
- ボウリング（知的）- マリンスポーツセンターマリンボウル
- バスケットボール（知的）- 三菱重工総合体育館
- 車椅子バスケットボール（身体）- 長崎県立総合体育館
- ふうせんバレーボール（身体・知的・精神）- 長崎市民体育館
- 視覚障害者ボウリング（身体）- 長崎ラッキーボウル

西彼杵郡 時津町
- グランドソフトボール（身体）- とぎつ海と緑の運動公園

西彼杵郡 長与町
- フットベースボール（知的）- 長与総合公園運動公園広場

### 県央
諫早市
- 陸上 （身体・知的）- 長崎県立総合運動公園陸上競技場
- バレーボール（身体）- 諫早市中央体育館

### 島原
島原市
- バレーボール（知的）- 島原復興アリーナ
- サッカー（知的）- 島原市営平成町多目的広場

大村市
- 卓球・サウンドテーブルテニス（身体・知的）- 大村市体育文化センター
- ソフトボール（知的）- 大村市総合運動公園多目的広場（仮称）

### 県北
佐世保市
- アーチェリー（身体）- 佐世保市総合グラウンド陸上競技場
- バレーボール（精神）- 佐世保市体育文化館